# إميلي شيندلر
إميلي شيندلر (بالألمانية: Emilie Schindler) (و. 1907 – 2001 م) هي كاتِبة، وكاتبة سير ذاتية، وناشطة حقوق الإنسان، ومقاومة من ألمانيا، والنمسا، كانت عضوةً في الحزب النازي، توفيت في شتراوسبرغ، عن عمر يناهز 94 عاماً.

## جوائز
حصلت على جوائز منها:
- صالحون بين الأمم.